# 15465 Buchroeder
15465 Buchroeder (1999 AZ5) là một tiểu hành tinh vành đai chính được phát hiện ngày 15 tháng 1 năm 1999 bởi Spacewatch ở Kitt Peak.